# Jewgenija Semjonowna Ginsburg

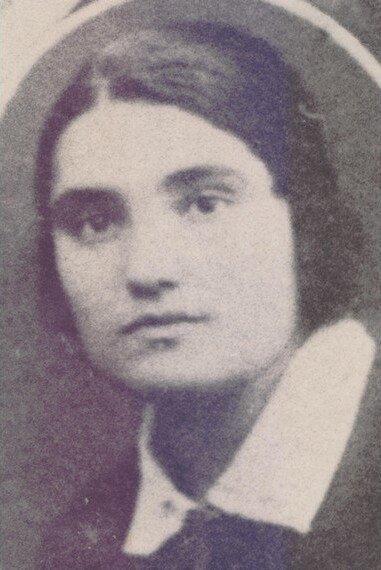
Jewgenija Semjonowna Ginsburg (1920er Jahre)

Jewgenija Semjonowna Ginsburg (russisch Евгения Семёновна Гинзбург, wiss. Transliteration Evgenija Semënovna Ginzburg; * 7. Dezemberjul. / 20. Dezember 1904greg. in Moskau; † 25. Mai 1977 ebenda) war eine sowjetische Journalistin und Publizistin.

## Leben
Jewgenija („Schenja“) Ginsburg wurde als Tochter einer jüdischen Apothekerfamilie in Moskau geboren. Kurz danach übersiedelte die Familie nach Kasan. 1920 studierte sie an der Universität Kasan, zuerst Sozialwissenschaften, dann Pädagogik.
Sie arbeitete als Lehrerin, dann als assistierende Professorin. Bald heiratete sie Pawel Aksjonow, den damaligen Bürgermeister von Kasan und Mitglied der kommunistischen Partei. Nachdem sie Mitglied der kommunistischen Partei geworden war, setzte sie ihre Karriere als Lehrerin und Journalistin fort. Sie gebar zwei Söhne, Alexei Aksjonow (1926–1944) und Wassili Aksjonow (1932–2009), der ein bekannter Autor wurde.
Im Februar 1937 wurde sie aus der Partei ausgeschlossen und bald wegen angeblicher Verbindung zu den Trotzkisten verhaftet. Als sie vor Gericht fragte, welches Verbrechen sie denn begangen habe, antworteten die Richter verblüfft: „Sie wissen doch, daß Genosse Kirow in Leningrad ermordet wurde?“, und als sie daraufhin protestierte, dass sie nie in dieser Stadt gewesen sei und der Mord bereits drei Jahre zurück liege, wurde ihr erklärt: „Ihre Gesinnungsgenossen haben gemordet. Also sind auch Sie moralisch und strafrechtlich voll verantwortlich“. Dieses Analogieprinzip gab den sowjetischen Behörden die fast unbegrenzte Möglichkeit, gegen als gefährlich eingeschätzte Personen vorzugehen. Ihre Eltern wurden ebenfalls verhaftet, jedoch nach zwei Monaten wieder freigelassen. Ihr Mann wurde im Juli verhaftet und zu 15 Jahren Zwangsarbeit und zur Abgabe seines gesamten Eigentums verurteilt. Im August wurde sie zu zehn Jahren Haft und fünf weiteren Jahren Aberkennung der Bürgerrechte verurteilt.
Ginsburg verbüßte ihre Haft bis 1939 im Gefängnis Jaroslawl und dann in Arbeitslagern in Kolyma. Mehrfach entkam sie nur knapp dem Tod durch Entkräftung und Unterernährung. In den 1940er Jahren wurden ihr vermehrt „leichtere“ Arbeiten als Krankenschwester, Arbeiterin in einer Geflügelfarm und als Kindergärtnerin zugewiesen. Zu dieser Zeit lernte sie den Russlanddeutschen Internisten und Homöopathen Anton Walter kennen. Walter war wegen seiner deutschen Herkunft interniert worden. Neben seiner Tätigkeit als Lagerarzt behandelte er viele der „Oberen“ der Gulag-Gesellschaft. Später heirateten beide und adoptierten ein Waisenkind namens Tonja.
Im Februar 1947 wurde Ginsburg offiziell aus der Haft entlassen, jedoch musste sie noch fünf weitere Jahre in der Magadan-Zone bleiben. Sie konnte wieder in einem Kindergarten arbeiten und schrieb heimlich ihre Memoiren. Im Oktober 1950 wurde sie wiederum verhaftet und in die Region Krasnojarsk verbannt, anschließend wurde ihr Zielort in Kolyma geändert. Nach Stalins Tod 1953 erlaubte man Ginsburg, nach Moskau zu reisen. 1955 wurde sie vollständig rehabilitiert. Ihr Schicksal teilten Millionen von ebenso zu Unrecht Verurteilten.
Zurück in Moskau arbeitete sie als Journalistin und veröffentlichte autobiografische Schriften, welche die 1920er-Jahre in der Sowjetunion beschreiben. Sie starb 1977.

## Werke
Der Teil der Erinnerungen, welcher dem Leben im Gulag gewidmet ist, Krutoj maršrut (wörtlich: Harte Marschroute; im Deutschen in zwei Teilen unter den Titeln Marschroute eines Lebens und Gratwanderung erschienen), wurde in der Sowjetunion erst 1988 publiziert. Er kursierte dort im Samisdat. Ohne Wissen von Ginsburg wurde der erste Teil ihrer Memoiren auf ein Audioband gesprochen und in die DDR geschmuggelt. Sie wurden 1967 im Tamisdat – in diesem Fall in dem in Frankfurt am Main beheimateten Verlag Possev und im Mailänder Verlag Mondadori – in russischer Sprache veröffentlicht. Eine weitere russischsprachige Ausgabe erfolgte 1985 in New York.
1969 wurden einige Tausend Exemplare ihrer Erinnerungen Marschroute eines Lebens per Ballon über der DDR abgeworfen. Die „Rowohlt-Ballonaffäre“ nahm ihren Lauf. 
Werke in Russisch
- Kak načinalos'… Bericht. Kasan 1963.
- Edinaja trudovaja… Erinnerungen. In der Zeitschrift Junost'. 1965, Nr. 11.
- Studenty dvadcatych godov. Erinnerungen. In: Junost'. 1966, Nr. 8.
- Junoša. Dokumentarischer Kurzroman. In: Junost'. 1967, Nr. 9.
- Krutoj maršrut. Erinnerungen. Possev, Frankfurt, und Mondadori, Mailand 1967.

Werke, die in deutscher Übersetzung vorliegen
- Marschroute eines Lebens. Rowohlt, Hamburg 1967 (original: Krutoj maršrut I).
- Gratwanderung. Piper, München/Zürich 1991, ISBN 3-492-10293-X (original: Krutoj maršrut II).

Verfilmungen
Verfilmt wurden ihre autobiographischen Werke 2009 von Marleen Gorris. Jewgenija Ginsburg wird in der Verfilmung von Emily Watson gespielt, ihr späterer Ehemann, der Lagerarzt Anton Walter, von Ulrich Tukur. Das Biopic kam am 5. Mai 2011 unter dem Titel Mitten im Sturm in die deutschen Kinos. Der Filmtitel lehnt sich an die Titelgebung der englischsprachigen Ausgabe der Biographie an, deren erster Band als Journey into the Whirlwind und deren zweiter als Within the Whirlwind firmiert. 2014 begleitete der Heidelberger Dokumentarfilmer Mario Damolin die Adoptivtochter Ginsburgs, Antonina Axenova („Tonja“), in die Kolyma-Region zu letzten Recherchen ihrer Familiengeschichte. Daraus entstand die 2016 fertiggestellte TV-Dokumentation Gratwanderung. Erinnerungen an Jewgenia Ginsburg.